# Kociubiiv, Cemerivți
Kociubiiv (în ucraineană Кочубіїв) este o comună în raionul Cemerivți, regiunea Hmelnîțkîi, Ucraina, formată numai din satul de reședință.

## Demografie
Componența lingvistică a comunei Kociubiiv
     Ucraineană (99,5%)
     Alte limbi (0,5%)
Conform recensământului din 2001, majoritatea populației comunei Kociubiiv era vorbitoare de ucraineană (99,5%), existând în minoritate și vorbitori de alte limbi.